# Miedziana (Opole)
Pour les articles homonymes, voir Miedziana.
Miedziana est une localité polonaise du gmina de Tarnów Opolski dans la voïvodie et le powiat d'Opole.